# Gretel Packer
Gretel Lees Packer AM (agosto de 1965) é uma investidora e filantropa bilionária australiana.
Packer é filha de Kerry Packer AC, um magnata da mídia, e de sua esposa, Roslyn Packer AC. Ela é neta de Sir Frank Packer. Após a morte de seu pai e cerca de A$ 1,2 liquidação de bilhões em 2015 com seu irmão, James, ela herdou investimentos na Crown Resorts e outras empresas.
Seus interesses filantrópicos incluem uma ampla gama de atividades comunitárias e instituições de caridade alinhadas às artes, educação e ciências ambientais. Packer é vice-presidente do conselho de curadores da Art Gallery of New South Wales, presidente do conselho consultivo da Crown Resorts Foundation, presidente da Packer Family Foundation, presidente da Sydney Theatre Company Foundation e um fundador Patrono da Taronga Zoo Conservation Science Initiative e Governador Fundador da Taronga Zoo Foundation. Ela já atuou como diretora do Royal Hospital for Women Foundation e como membro do conselho da Royal Botanic Gardens Foundation.

## Vida pessoal
Packer teve dois filhos com seu primeiro marido, Nick Barham, de quem se divorciou em 1999;  e um filho com seu segundo marido, Shane Murray, com quem ela se casou no final de 2005 e se divorciou em 2007.

### Patrimônio líquido
Em maio de 2019, o patrimônio líquido da Packer foi avaliado em A$ 1,16 bilhões pela Financial Review Rich List, o octogésimo mais rico da Austrália. A revista Forbes Asia avaliou o patrimônio líquido de Packer em US$ 1,6 bilhões em janeiro de 2019, o vigésimo sexto australiano mais rico.